# Disciplina Etrusca
la Disciplina Etrusca és el nom amb que es coneix el conjunt de les pràctiques d'endevinació i els ritus, privats o públics, recollits en diversos llibres, que regien les relacions entre els déus i els homes a la civilització etrusca. Com indica la paraula llatina disciplina, es tracta d'una ciència. Tots els tractats en llengua etrusca sobre aquest tema han desaparegut, i només es coneixen pels autors llatins que en parlen: Cató, Varró i sobretot Ciceró, a l'obra De divinatione, perquè els romans van utilitzar els serveis dels endevins etruscs molt després que s'integressin a la cultura romana.
La forma Disciplina Etrusca es troba a Titus Livi, a Arnobi el Vell. i a Valeri Màxim. En canvi Varró i Plini el Vell l'anomenen Etrusca Disciplina. Ciceró usa diversos noms per referir-se a aquesta obra: Chartae Etruscae, Etruscorum scripta i Etrusci libri.

## Mitologia
Segons la mitologia etrusca, un pagès mentre llaurava un camp vora la ciutat de Tarquínia, va veure com un terròs es movia espontàniament i que prenia forma de persona. Era com un nen, però molt savi. El nen, que es representa amb els cabells blancs símbol de saviesa, els va ensenyar els fonaments de l'endevinació etrusca i la forma de predir el futur. Després, els lucumons o reis etruscos van posar per escrit aquestes ensenyances.

## Els llibres
Els llibres recollits a la Disciplina Etrusca van ser escrits per diverses persones, els Libri Tagetici, eren les transcripcions de les explicacions de Tages, els Libri Vegoici, les de la profetessa Vegoia, i a més hi havia tots els que feien referència a les pràctiques sagrades. Els duien sempre els harúspexs amb  altres objectes rituals, quan realitzaven les seves observacions, (el bastó lituus, un vestit especial amb franges que recordava la part interna de la pell de les bèsties...).
Segons Ciceró, les normes recollides es compilaven en tres llibres: els Libri haruspicini, que tractaven de l'endevinació examinant les entranyes dels animals, els Libri fulgurales, que donaven regles per interpretar els llamps i els Libri rituales, un sistema complex que feia referència a diversos temes, com ara les normes del culte, els reglaments per a la consagració de santuaris, les formes per ordenar la vida civil i militar, els rituals per fundar les ciutats i per a la subdivisió de camps.
També hi havia els Libri fatales amb indicacions sobre la divisió del temps i els períodes de la vida de les persones i de les nacions, els Libri acherontici, anomenats així pel riu Aqueront, a l'inframon on es parlava de la mort i dels ritus d'enterrament i, finalment, l'Ostentaria, un tractat sobre la interpretació de presagis i miracles. A més de la interpretació dels fenòmens atmosfèrics, la interpretació dels presagis també es determinava amb l'observació del vol dels ocells (auspicium).